# Jan Nowakowski (siatkarz)
Jan Nowakowski (ur. 17 maja 1994 w Bydgoszczy) – polski siatkarz,  grający na pozycji środkowego. Reprezentant Polski od 2013 roku. Urodził się i dorastał w Bydgoszczy. Karierę sportową rozpoczął od pływania. Dopiero w gimnazjum dołączył do sekcji piłki siatkowej w Chemiku Bydgoszcz. Ma młodszą siostrę Polę, która również jest siatkarką.
Jego żoną jest siatkarka Martyna Grajber.

## Kariera klubowa
Od początku związany z Chemikiem Bydgoszcz. W 2013 podpisał zawodowy kontrakt z klubem Transfer Bydgoszcz, którego barwy reprezentował przez 4 sezony. Już pierwszy sezon był bardzo owocny. Mimo młodego wieku rozegrał 21 z 24 spotkań. Zdobył 156 punktów, z czego 51 blokiem. Od sezonu 2017/2018 do sezonu 2018/2019 występował w drużynie Onico Warszawa. Następnie przez dwa sezony reprezentował GKS Katowice, zaś od sezonu 2021/2022 jest zawodnikiem beniaminka PlusLigi, LUK Lublin.

## Kariera reprezentacyjna

### Młodzieżowa
Po turnieju nadziei olimpijskich otrzymał powołanie do Szkoły Mistrzostwa Sportowego w Spale. Od tego czasu znajdował uznanie w oczach trenerów w kadrach młodzieżowych.

## Sukcesy klubowe

### młodzieżowe
Mistrzostwo Młodej Ligi:
- 2013

### seniorskie
Mistrzostwo Polski:
- 2025[6]
- 2019

Puchar Challenge:
- 2025[7]

## Sukcesy reprezentacyjne
Liga Europejska:
- 2015

Letnia Uniwersjada:
- 2019

## Nagrody indywidualne
- 2015: Najlepszy środkowy Ligi Europejskiej[8]